# خداآباد پایین
خداآباد پایین روستایی در دهستان نصرآباد بخش مرکزی شهرستان تفت استان یزد ایران است.

## جمعیت
بر پایه سرشماری عمومی نفوس و مسکن در سال ۱۳۹۵ جمعیت این روستا ۴۰ نفر (۱۵خانوار) بوده‌است.